# Жудина, Валентина Александровна
Валенти́на Алекса́ндровна Жу́дина (в девичестве Горпи́нич; род. 12 марта 1983) — украинская легкоатлетка, специалистка по бегу на 3000 метров с препятствиями. Состояла в сборной Украины по лёгкой атлетике в период 2003—2013 годов, участница ряда крупных международных соревнований, в том числе двух летних Олимпийских игр. На соревнованиях представляла Одесскую и Донецкую области, мастер спорта Украины международного класса.

## Биография
Валентина Горпинич родилась 12 марта 1983 года. Серьёзно заниматься лёгкой атлетикой начала в возрасте 13 лет, с 2002 года проходила подготовку под руководством заслуженного тренера Украины Николая Ивановича Колодеева. Училась в Николаевском высшем училище физической культуры. Также в 2005 году окончила Южноукраинский государственный  педагогический университет имени К. Д. Ушинского. Состояла в спортивном обществе «Украина» (Одесса).
Впервые заявила о себе на международном уровне в сезоне 2003 года, когда вошла в состав украинской национальной сборной и побывала на молодёжном чемпионате Европы в Быдгоще, где заняла в беге на 3000 метров с препятствиями 13 место.
В 2005 году на молодёжном европейском первенстве в Эрфурте показала в той же дисциплине 11 результат. Кроме того, выступила на чемпионате мира в Хельсинки и на летней Универсиаде в Измире, где финишировала четвёртой, немного не дотянув до призовых позиций.
На Универсиаде 2007 года в Бангкоке завоевала серебряную медаль в стипль-чезе, уступив на финише только болгарке Добринке Шаламановой. Стартовала на мировом первенстве в Осаке.
Благодаря череде удачных выступлений удостоилась права защищать честь страны на летних Олимпийских играх 2008 года в Пекине — в программе бега на 3000 метров с препятствиями показала время 9:43,95 и не смогла квалифицироваться в финал.
В 2009 году участвовала в Универсиаде в Белграде, но сошла с дистанции в своей дисциплине и не показала никакого результата.
Прошла отбор на Олимпийские игры 2012 года в Лондоне — на сей раз преодолела дистанцию стипль-чеза за 9:37,90, чего так же оказалось недостаточно для попадания в финальный забег.	
После лондонской Олимпиады Жудина осталась в составе легкоатлетической команды Украины и продолжила принимать участие в крупнейших международных соревнованиях. Так, в 2013 году она вышла на старт чемпионата мира в Москве, где сумела пробиться в финал и финишировала в решающем забеге седьмой.
За выдающиеся спортивные достижения удостоена почётного звания «Мастер спорта Украины международного класса».
Замужем за Максимом Жудиным, который в прошлом тоже занимался лёгкой атлетикой. Есть дочь Дарья и сын Михаил